# Praha-Bubeneč
Praha-Bubeneč – mijanka i dawna stacja kolejowa (do dnia 26 sierpnia 2014) w Pradze, w dzielnicy Bubeneč, w Czechach przy ulicy Goetheho 61/4. Znajduje się na linii kolejowej Praga – Děčín. Znajduje się na wysokości 225 m n.p.m.

## Linie kolejowe
- Linia kolejowa Praha – Vraňany – Děčín